# Phyteuma orbiculare
Phyteuma orbiculare, nombre común rampion de cabeza redonda, es una especie de planta herbácea perenne del género Phyteuma perteneciente a la familia Campanulaceae.

## Descripción

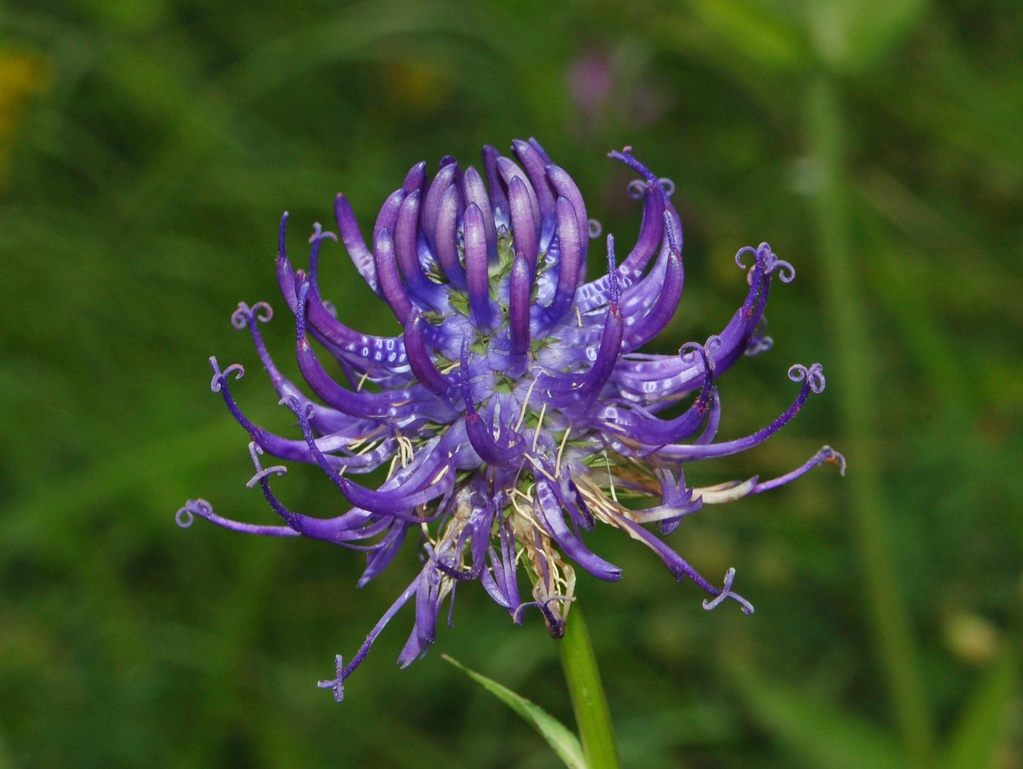
Detalle de las flores de Phyteuma orbiculare

Phyteuma orbiculare alcanza unos 20 a 50 cm de alto. Posee una flor azul oscuro cuyo pimpollo en vez de ser una sola flor en realidad es un conjunto de pequeñas flores agrupadas.
Su tallo es erecto, simple, glabroso y estriado, el tamaño de las hojas varia en una misma planta, con hojas más grandes, anchas, ovadas a lanceoladas, serradas, pecioladas en la base del tallo y hojas más pequeñas, angostas, lanceoladas a lineal caulina. La inflorescencia es una panícula densa y erecta de unos 1.5 a 3 cm de diámetro, que comprende de 15 a 30 flores. Los pétalos son azules o violeta azulado y forman pequeños tubos con una abertura en su extremo superior. Las brácteas externas son lanceoladas y por lo general son dos a cuatro veces más largas que anchas. El periodo de floración comprende desde mayo a agosto. El fruto es una cápsula que contiene numerosas semillas pequeñas.

## Distribución
Es una planta muy difundida en casi toda Europa desde los Pirineos hasta los Balcanes. La planta se encuentra en altitudes bajas en Europa Oriental y en montañas en Europa Central. En el Reino Unido la planta es más común en los South Downs.

## Hábitat
Esta especie crece principalmente en praderas, pasturas y bosques de pino. Prefiere exposición plena a la luz solar en suelos calcáreos, en altitudes entre 600 y 2400 m s. n. m. En el Reino Unido su hábitat son las praderas en suelos de yeso.

## Uso
Sus raíces y hojas jóvenes son comestibles, se las puede consumir crudas o cocidas.

## Subespecies
- Phyteuma orbiculare subsp. flexuosum R. Schulz
- Phyteuma orbiculare subsp. montanum R. Schultz
- Phyteuma orbiculare subsp. orbiculare